# Campionato mondiale di hockey su ghiaccio Under-20 2005
Il 29º Campionato mondiale di hockey su ghiaccio U-20 è stato assegnato dall'International Ice Hockey Federation agli Stati Uniti, che lo hanno ospitato nelle città di Grand Forks e Thief River Falls nel periodo tra il 25 dicembre 2004 e il 4 gennaio 2005. Questa è la quarta volta che il torneo viene ospitato nel paese dopo i campionati del 1982, del 1989 e del 1996. Per la prima volta i mondiali organizzati negli Stati Uniti si svolgono in due stati differenti, il Dakota del Nord e il Minnesota. Nella finale il Canada ha sconfitto la Russia per 6-1 e si è aggiudicato l'undicesimo titolo, il primo dall'edizione del 1997.

## Campionato di gruppo A

### Stadi
- La Ralph Engelstad Arena di Grand Forks è un palazzetto indoor completato nel 2001 ed ospita le partite casalinghe della University of North Dakota, squadra militante nella NCAA. Possiede 11.640 posti a sedere.
- La Ralph Engelstad Arena di Thief River Falls è un'arena coperta dedicata primariamente all'hockey su ghiaccio, ultimata nel 2003. Essa può contenere 2.569 spettatori.

### Partecipanti
Al torneo prendono parte 10 squadre:
| 8 dall'Europa     | Bielorussia | Finlandia   | Norvegia | Rep. Ceca |
| 8 dall'Europa     | Russia      | Slovacchia  | Svezia   | Svizzera  |
| 2 dal Nordamerica | Canada      | Stati Uniti |          |           |

### Gironi preliminari
Le dieci squadre partecipanti sono state divise in due gironi da 5 cinque squadre ciascuno: le compagini che si classificano al primo posto nel rispettivo girone si qualificano direttamente alle semifinali. La seconda e la terza classifica di ciascun raggruppamento disputano invece i quarti di finale. La quarta e la quinta giocano infine un ulteriore girone al termine del quale le ultime due classificate vengono retrocesse in Prima Divisione.

#### Girone A
| Thief River Falls 25 dicembre 2004, ore 16:00 UTC-6 | Bielorussia | 2 – 7 (0-1; 1-2; 2-4) referto | Rep. Ceca | Ralph Engelstad Arena (543 spett.) |

| Grand Forks 25 dicembre 2004, ore 19:30 UTC-6 | Russia | 4 – 5 (3-3; 1-2; 0-0) referto | Stati Uniti | Ralph Engelstad Arena (9.274 spett.) |

| Grand Forks 26 dicembre 2004, ore 19:00 UTC-6 | Svizzera | 5 – 0 (1-0; 3-0; 1-0) referto | Bielorussia | Ralph Engelstad Arena (8.510 spett.) |

| Thief River Falls 27 dicembre 2004, ore 16:00 UTC-6 | Rep. Ceca | 1 – 4 (0-2; 1-1; 0-1) referto | Russia | Ralph Engelstad Arena (972 spett.) |

| Grand Forks 27 dicembre 2004, ore 20:00 UTC-6 | Stati Uniti | 6 – 4 (1-0; 1-0; 4-4) referto | Svizzera | Ralph Engelstad Arena (8.133 spett.) |

| Thief River Falls 28 dicembre 2004, ore 19:00 UTC-6 | Russia | 7 – 2 (3-0; 1-1; 3-1) referto | Bielorussia | Ralph Engelstad Arena (825 spett.) |

| Grand Forks 29 dicembre 2004, ore 15:30 UTC-6 | Rep. Ceca | 5 – 2 (1-0; 2-1; 2-1) referto | Svizzera | Ralph Engelstad Arena (8.259 spett.) |

| Grand Forks 29 dicembre 2004, ore 19:30 UTC-6 | Bielorussia | 5 – 3 (2-1; 3-1; 0-1) referto | Stati Uniti | Ralph Engelstad Arena (8.038 spett.) |

| Thief River Falls 30 dicembre 2004, ore 16:00 UTC-6 | Svizzera | 1 – 6 (0-2; 1-2; 0-2) referto | Russia | Ralph Engelstad Arena (1.197 spett.) |

| Grand Forks 30 dicembre 2004, ore 19:30 UTC-6 | Stati Uniti | 1 – 3 (0-1; 1-1; 0-1) referto | Rep. Ceca | Ralph Engelstad Arena (8.734 spett.) |

| Pos. |             | PG | V | N | P | GF | GS | DR  | Pt | Accede a             |
| 1.   | Russia      | 4  | 3 | 0 | 1 | 21 | 9  | +12 | 6  | Semifinali           |
| 2.   | Rep. Ceca   | 4  | 3 | 0 | 1 | 16 | 9  | +7  | 6  | Quarti di finale     |
| 3.   | Stati Uniti | 4  | 2 | 0 | 2 | 15 | 16 | -1  | 4  | Quarti di finale     |
| 4.   | Svizzera    | 4  | 1 | 0 | 3 | 12 | 17 | -5  | 2  | Girone Retrocessione |
| 5.   | Bielorussia | 4  | 1 | 0 | 3 | 9  | 22 | -13 | 2  | Girone Retrocessione |

#### Girone B
| Grand Forks 25 dicembre 2004, ore 15:30 UTC-6 | Slovacchia | 3 – 7 (0-2; 2-3; 1-2) referto | Canada | Ralph Engelstad Arena (7.540 spett.) |

| Thief River Falls 25 dicembre 2004, ore 19:30 UTC-6 | Germania | 1 – 4 (0-1; 0-2; 1-1) referto | Finlandia | Ralph Engelstad Arena (752 spett.) |

| Thief River Falls 26 dicembre 2004, ore 18:00 UTC-6 | Svezia | 6 – 0 (1-0; 1-0; 4-0) referto | Germania | Ralph Engelstad Arena (951 spett.) |

| Grand Forks 27 dicembre 2004, ore 15:30 UTC-6 | Canada | 8 – 1 (1-1; 4-0; 3-0) referto | Svezia | Ralph Engelstad Arena (10.739 spett.) |

| Thief River Falls 27 dicembre 2004, ore 19:30 UTC-6 | Finlandia | 0 – 2 (0-0; 0-1; 0-1) referto | Slovacchia | Ralph Engelstad Arena (1.031 spett.) |

| Grand Forks 28 dicembre 2004, ore 19:00 UTC-6 | Germania | 0 – 9 (0-4; 0-2; 0-3) referto | Canada | Ralph Engelstad Arena (8.404 spett.) |

| Thief River Falls 29 dicembre 2004, ore 16:00 UTC-6 | Finlandia | 5 – 4 (0-2; 1-2; 4-0) referto | Svezia | Ralph Engelstad Arena (1.393 spett.) |

| Thief River Falls 29 dicembre 2004, ore 19:30 UTC-6 | Slovacchia | 5 – 0 (3-0; 0-0; 2-0) referto | Germania | Ralph Engelstad Arena (1.230 spett.) |

| Grand Forks 30 dicembre 2004, ore 15:30 UTC-6 | Canada | 8 – 1 (2-0; 5-0; 1-1) referto | Finlandia | Ralph Engelstad Arena (9.697 spett.) |

| Thief River Falls 30 dicembre 2004, ore 19:30 UTC-6 | Svezia | 3 – 0 (1-0; 2-0; 0-0) referto | Slovacchia | Ralph Engelstad Arena (1.325 spett.) |

| Pos. |            | PG | V | N | P | GF | GS | DR  | Pt | Accede a             |
| 1.   | Canada     | 4  | 4 | 0 | 0 | 32 | 5  | +27 | 8  | Semifinali           |
| 2.   | Svezia     | 4  | 2 | 0 | 2 | 14 | 13 | +1  | 4  | Quarti di finale     |
| 3.   | Finlandia  | 4  | 2 | 0 | 2 | 10 | 15 | -5  | 4  | Quarti di finale     |
| 4.   | Slovacchia | 4  | 2 | 0 | 2 | 10 | 10 | 0   | 4  | Girone Retrocessione |
| 5.   | Germania   | 4  | 0 | 0 | 4 | 1  | 24 | -23 | 0  | Girone Retrocessione |

### Girone per non retrocedere
Le ultime due classificate di ogni raggruppamento si sfidano in un girone all'italiana di sola andata. Le prime due classificate guadagnano la permanenza nel Gruppo A, mentre le ultime vengono retrocesse in Prima Divisione. Le sfide tra squadre provenienti dallo stesso girone si disputano, ma tutte le squadre ereditano i punti e la differenza reti delle partite precedentemente giocate. Pertanto Svizzera e Slovacchia partono da 2 punti in virtù delle vittorie rispettivamente su Bielorussia e Germania.
| Grand Forks 1º gennaio 2005, ore 12:00 UTC-6 | Svizzera | 5 – 0 (0-0; 3-0; 2-0) referto | Germania | Ralph Engelstad Arena (7.540 spett.) |

| Grand Forks 2 gennaio 2005, ore 12:00 UTC-6 | Slovacchia | 2 – 1 (0-0; 0-1; 2-0) referto | Bielorussia | Ralph Engelstad Arena (7.650 spett.) |

| Grand Forks 3 gennaio 2005, ore 12:00 UTC-6 | Bielorussia | 3 – 4 (2-1; 1-1; 0-2) referto | Germania | Ralph Engelstad Arena (7.580 spett.) |

| Grand Forks 3 gennaio 2005, ore 15:30 UTC-6 | Svizzera | 3 – 2 (2-0; 0-1; 1-1) referto | Slovacchia | Ralph Engelstad Arena (7.820 spett.) |

| Pos. |             | PG | V | N | P | GF | GS | DR | Pt |
| 1.   | Slovacchia  | 3  | 3 | 0 | 0 | 10 | 3  | +7 | 6  |
| 2.   | Svizzera    | 3  | 2 | 0 | 1 | 12 | 3  | +9 | 4  |
| 3.   | Germania    | 3  | 1 | 0 | 2 | 4  | 13 | -9 | 2  |
| 4.   | Bielorussia | 3  | 0 | 0 | 3 | 4  | 11 | -7 | 0  |

### Fase ad eliminazione diretta
|  | Quarti di finale | Quarti di finale | Quarti di finale |  |  | Semifinali | Semifinali  | Semifinali |  |  | Finali          | Finali          | Finali          |
|  |                  |                  |                  |  |  |            |             |            |  |  |                 |                 |                 |
|  |                  |                  |                  |  |  | A1         | Russia      | 7          |  |  |                 |                 |                 |
|  | B2               | Svezia           | 2                |  |  | A3         | Stati Uniti | 2          |  |  |                 |                 |                 |
|  | A3               | Stati Uniti      | 8                |  |  |            |             |            |  |  | A1              | Russia          | 1               |
|  |                  |                  |                  |  |  |            |             |            |  |  | B1              | Canada          | 6               |
|  |                  |                  |                  |  |  | B1         | Canada      | 3          |  |  |                 |                 |                 |
|  | A2               | Rep. Ceca        | 3                |  |  | A2         | Rep. Ceca   | 1          |  |  | Finale 3° posto | Finale 3° posto | Finale 3° posto |
|  | B3               | Finlandia        | 0                |  |  |            |             |            |  |  | A3              | Finlandia       | 2               |
|  |                  |                  |                  |  |  |            |             |            |  |  | A2              | Rep. Ceca       | 2               |

#### Quarti di finale
| Grand Forks 1º gennaio 2005, ore 15:30 UTC-6 | Rep. Ceca | 3 – 0 (0-0; 1-0; 2-0) referto | Finlandia | Ralph Engelstad Arena (7.465 spett.) |

| Grand Forks 1º gennaio 2005, ore 19:30 | Svezia | 2 – 8 (1-1; 1-2; 0-5) referto | Stati Uniti | Ralph Engelstad Arena (8.258 spett.) |

#### Semifinali
| Grand Forks 2 gennaio 2005, ore 16:00 UTC-6 | Canada | 3 – 1 (1-0; 2-0; 0-1) referto | Rep. Ceca | Ralph Engelstad Arena (10.266 spett.) |

| Grand Forks 2 gennaio 2005, ore 20:00 UTC-6 | Stati Uniti | 2 – 7 (2-3; 0-0; 0-4) referto | Russia | Ralph Engelstad Arena (9.024 spett.) |

#### Finale per il 5º posto
| Grand Forks 3 gennaio 2005, ore 19:30 UTC-6 | Svezia | 3 – 4 (d.t.s.) (1-1; 1-0; 1-2) referto | Finlandia | Ralph Engelstad Arena (9.252 spett.) |

#### Finale per il 3º posto
| Grand Forks 4 gennaio 2005, ore 12:00 UTC-6 | Rep. Ceca | 3 – 2 (d.t.s.) (1-1; 1-1; 0-0) referto | Stati Uniti | Ralph Engelstad Arena (8.992 spett.) |

#### Finale
| Grand Forks 4 gennaio 2005, ore 19:00 UTC-6 | Canada | 6 – 1 (2-1; 4-0; 0-0) referto | Russia | Ralph Engelstad Arena (11.862 spett.) |

### Classifica marcatori
| Giocatore           | PG | G | A | Pt | +/- | MP |
| ------------------- | -- | - | - | -- | --- | -- |
| Patrice Bergeron    | 6  | 5 | 8 | 13 | +5  | 6  |
| Ryan Getzlaf        | 6  | 3 | 9 | 12 | +14 | 8  |
| Aleksandr Ovečkin   | 6  | 7 | 4 | 11 | +6  | 4  |
| Jeff Carter         | 6  | 7 | 3 | 10 | +10 | 6  |
| Rostislav Olesz     | 7  | 7 | 3 | 10 | +8  | 12 |
| Evgenij Malkin      | 6  | 3 | 7 | 10 | 0   | 16 |
| Sidney Crosby       | 6  | 6 | 3 | 9  | +4  | 4  |
| Drew Stafford       | 7  | 5 | 4 | 9  | -3  | 14 |
| Johannes Salmonsson | 6  | 5 | 3 | 8  | +2  | 0  |
| Petr Vrána          | 7  | 5 | 3 | 8  | +8  | 16 |

### Classifica portieri
| Giocatore      | Min    | TC  | GS | SO | MGS  | Sv%   |
| -------------- | ------ | --- | -- | -- | ---- | ----- |
| Marek Schwarz  | 361:57 | 173 | 13 | 1  | 2.15 | 92.49 |
| Jeff Glass     | 300:00 | 90  | 7  | 0  | 1.40 | 92.22 |
| Jaroslav Halák | 360:00 | 154 | 13 | 2  | 2.17 | 91.56 |
| Al Montoya     | 393:15 | 229 | 22 | 0  | 2.25 | 90.39 |
| Tuukka Rask    | 243:26 | 122 | 12 | 0  | 2.97 | 90.16 |

### Classifica finale
| Pos | Squadra     |
| --- | ----------- |
| 1   | Canada      |
| 2   | Russia      |
| 3   | Rep. Ceca   |
| 4   | Stati Uniti |
| 5   | Finlandia   |
| 6   | Svezia      |
| 7   | Slovacchia  |
| 8   | Svizzera    |
| 9   | Germania    |
| 10  | Bielorussia |

| Promosse nel Gruppo A:         | Norvegia | Lettonia    |
| Retrocesse in Prima Divisione: | Germania | Bielorussia |

#### Riconoscimenti
Riconoscimenti individuali
| Premio                  | Giocatore         |
| ----------------------- | ----------------- |
| Miglior giocatore (MVP) | Patrice Bergeron  |
| Miglior portiere        | Marek Schwarz     |
| Miglior difensore       | Dion Phaneuf      |
| Miglior attaccante      | Aleksandr Ovečkin |

All-Star Team
| Attacco:  | Aleksandr Ovečkin – Patrice Bergeron – Jeff Carter |
| Difesa:   | Dion Phaneuf – Ryan Suter                          |
| Portiere: | Marek Schwarz                                      |

## Prima Divisione
Il Campionato di Prima Divisione si è svolto in due gironi all'italiana. Il Gruppo A ha giocato a Sheffield, nel Regno Unito, fra il 13 e il 19 dicembre 2004. Il Gruppo B ha giocato a Narva, in Estonia, fra il 13 e il 19 dicembre 2004:

### Gruppo A
| Pos. |             | PG | V | N | P | GF | GS | DR  | Pt |
| 1.   | Norvegia    | 5  | 5 | 0 | 0 | 29 | 12 | +17 | 10 |
| 2.   | Kazakistan  | 5  | 4 | 0 | 1 | 29 | 15 | +14 | 8  |
| 3.   | Austria     | 5  | 3 | 0 | 2 | 12 | 16 | -4  | 6  |
| 4.   | Francia     | 5  | 2 | 0 | 3 | 18 | 19 | -1  | 4  |
| 5.   | Italia      | 5  | 1 | 0 | 4 | 11 | 16 | -5  | 2  |
| 6.   | Regno Unito | 5  | 0 | 0 | 5 | 8  | 29 | -21 | 0  |

### Gruppo B
| Pos. |           | PG | V | N | P | GF | GS | DR  | Pt |
| 1.   | Lettonia  | 5  | 4 | 1 | 0 | 28 | 12 | +16 | 9  |
| 2.   | Slovenia  | 5  | 3 | 0 | 2 | 28 | 12 | +16 | 6  |
| 3.   | Danimarca | 5  | 3 | 0 | 2 | 22 | 13 | +9  | 6  |
| 4.   | Polonia   | 5  | 2 | 2 | 1 | 15 | 13 | +2  | 6  |
| 5.   | Ucraina   | 5  | 1 | 1 | 3 | 11 | 19 | -8  | 3  |
| 6.   | Estonia   | 5  | 0 | 0 | 5 | 6  | 41 | -35 | 0  |

| Promosse nel Gruppo A:           | Norvegia    | Lettonia |
| Retrocesse in Seconda Divisione: | Regno Unito | Estonia  |

## Seconda Divisione
Il Campionato di Seconda Divisione si è svolto in due gironi all'italiana. Il Gruppo A ha giocato a Bucarest, in Romania, fra il 3 e il 9 gennaio 2005. Il Gruppo B ha giocato a Puigcerdà, in Spagna, fra il 13 e il 19 dicembre 2004:

### Gruppo A
| Pos. |                     | PG | V | N | P | GF | GS | DR  | Pt |
| 1.   | Giappone            | 5  | 4 | 1 | 0 | 32 | 4  | +28 | 9  |
| 2.   | Romania             | 5  | 3 | 1 | 1 | 23 | 13 | +10 | 7  |
| 3.   | Paesi Bassi         | 5  | 3 | 0 | 2 | 29 | 14 | +15 | 6  |
| 4.   | Cina                | 5  | 3 | 0 | 2 | 16 | 14 | +2  | 6  |
| 5.   | Serbia e Montenegro | 5  | 1 | 0 | 4 | 11 | 36 | -25 | 2  |
| 6.   | Lituania            | 5  | 0 | 0 | 5 | 5  | 35 | -30 | 0  |

### Gruppo B
| Pos. |               | PG | V | N | P | GF | GS | DR  | Pt |
| 1.   | Ungheria      | 5  | 5 | 0 | 0 | 41 | 10 | +31 | 10 |
| 2.   | Corea del Sud | 5  | 4 | 0 | 1 | 46 | 12 | +34 | 8  |
| 3.   | Croazia       | 5  | 3 | 1 | 2 | 27 | 21 | +6  | 6  |
| 4.   | Spagna        | 5  | 2 | 1 | 3 | 14 | 32 | -18 | 4  |
| 5.   | Australia     | 5  | 1 | 0 | 4 | 16 | 40 | -24 | 2  |
| 6.   | Belgio        | 5  | 0 | 0 | 5 | 12 | 41 | -29 | 0  |

| Promosse in Prima Divisione:   | Giappone | Ungheria |
| Retrocesse in Terza Divisione: | Lituania | Belgio   |

## Terza Divisione
Il Campionato di Terza Divisione si è svolto si è svolto in un unico girone all'italiana a Città del Messico, in Messico, fra il 10 e il 16 gennaio 2005:
| Pos. |               | PG | V | N | P | GF | GS | DR  | Pt |
| 1.   | Messico       | 5  | 5 | 0 | 0 | 37 | 6  | +31 | 10 |
| 2.   | Nuova Zelanda | 5  | 3 | 1 | 1 | 28 | 15 | +13 | 7  |
| 3.   | Islanda       | 5  | 3 | 0 | 2 | 30 | 19 | +11 | 6  |
| 4.   | Sudafrica     | 5  | 2 | 1 | 2 | 15 | 24 | -9  | 5  |
| 5.   | Turchia       | 5  | 1 | 0 | 4 | 10 | 27 | -17 | 2  |
| 6.   | Bulgaria      | 5  | 0 | 0 | 5 | 10 | 39 | -29 | 0  |

| Promosse in Seconda Divisione:      | Messico  | Nuova Zelanda |
| Retrocesse dalla Seconda Divisione: | Lituania | Belgio        |